# Isla Kewe
Isla Kewe (en francés: Île Kewe) es una isla en el Lualaba (río Congo). Se encuentra en el Congo - Kinshasa (República Democrática del Congo), aguas arriba de Waine-Rukula y Songa. La isla posee unos 8 km de longitud.